# Macario Peralta jr.
Macario Peralta jr. (Manilla, 30 juli 1913 - 7 januari 1975) was een Filipijns politicus.

## Biografie
Macario Peralta jr. werd geboren op 30 juli 1913 in de Filipijnse hoofdstad Manilla, maar groeide op in de provincie Tarlac. Hij voltooide in 1936 cum laude een bachelor-opleiding rechten aan de University of the Philippines en slaagde in hetzelfde jaar voor het het toelatingsexamen van de Filipijnse balie. Hij behaalde het op een na beste resultaat van dat jaar, na toekomstig Filipijns president Diosdado Macapagal.
Direct zijn studie rechten werd Peralta jr. reserve-officier in de Philippine Commonwealth Army. Later werd hij tweede luitenant in het reguliere leger. Peralta was commandant van de ROTC cadetten van de Visayan Institute in Cebu en van de ROTC cadetten van de Adamson University in Manilla. Hij voltooide in 1940 een opleiding aan de Philippine Army Infantry School. Bij de uitbraak van de Tweede Wereldoorlog was Peralta jr. Chief of Operations van de 61e Divisie in de Visayas, de centraal gelegen eilandengroep. Hij was kapitein in USAFFE in Iloilo. Na de formele overgave van de Amerikaans-Filipijnse troepen zette hij een guerrillabeweging op in Panay , Romblon, Palawan, Marinduque en delen van Masbate en Mindoro. Voor het leiden van deze guerrillabeweging werd hij door de Amerikaanse overheid onderscheiden met een Distinguished Service Cross en een Silver Star. 
Nadat de Amerikanen in 1945 de Filipijnen heroverden werd Peralta jr. naar de VS gestuurd voor een militaire opleiding aan de Command and General Staff College, van Fort Leavenworth. Na terugkeer, eind 1945 werd hij gepromoveerd naar brigadier-generaal was volgde een benoeming tot Depty Chief of Staff van het Filipijnse leger. In 1946 nam Peralta jr. ontslag uit het leger. Aansluitend was hij tot 1949 voorzitter van de Philippine Veterans Board. Voor zijn inzet voor vergoedingen voor Filipijnse veteranen werd hij ook door de Filipijnse overheid onderscheiden met een Distinguished Service Cross. Bij de verkiezingen van 1949 werd Peralta namens de Liberal Party gekozen in de Senaat van de Filipijnen met een termijn tot 1955. Na zijn termijn in de Senaat was hij weer werkzaam als advocaat. Op 1 januari 1962 werd Peralta jr. benoemd tot minister van defensie, nadat hij deze positie twee keer eerder had afgeslagen. Hij was minister van Defensie tot 30 december 1965.
Peralta jr. overleed in 1975 op 61-jarige leeftijd. Hij was getrouwd met Natividad Kasilag en kreeg met haar drie kinderen.